# دن ویلیامسون
دن ویلیامسون (انگلیسی: Dan Williamson؛ زادهٔ ۳۰ مارس ۲۰۰۰) قایقران روئینگ اهل نیوزیلند است.